# Cohors I Aresacorum
La Cohors I Aresacorum fue una unidad auxilia de infantería del ejército del Imperio Romano del tipo cohors quinquagenaria peditata, reclutada a finales del siglo II entre los Aresaci, una subtribu de los tréveros de Germania Inferior, en relación con las guerras marcomanas de Marco Aurelio y Cómodo. Esta datación tardía se debe a que no consta en ningún diploma militaris.

## Historia
Fue destinada al gran campamento fortificado de Sucidava (Celei, Rumania) en la provincia Dacia Malvensis, fortaleza que custodiaba el puente que comunicaba Dacia con Moesia Inferior, donde se documentan ladrillos sellados con la figlina de la unidad.
A finales del siglo II fue dirigida por un Praefectus cohortis de nombre incompleto, cuyo cognomen era Prisco y natural de la propia Augusta Treverorum (Tréveris, Alemania).
Debió desaparecer hacia mediados del siglo III, cuando los embates de los bárbaros contra Dacia y el limes del Danubio y las usurpaciones y guerras civiles destruyeron numerosas unidades auxiliares del ejército imperial.